# Элегест
Элеге́ст — река в России, левый приток Верхнего Енисея, протекает в Республике Тыве. Длина — 177 км. Площадь водосборного бассейна — 4810 км².
Начинается на хребте Танну-Ола с высоты 2265 м над уровнем моря. Впадает в реку Енисей слева на расстоянии 3454 км от устья, на высоте 594 м над уровнем моря вблизи посёлка Усть-Элегест Кызылского кожууна. Автотрасса Р257 проходит по мосту в 70 метрах от устья реки.
Вблизи устья ширина русла достигает 30 м, глубина до 1,5 м, скорость течения до 1,8 м/с. Грунт в русле реки каменисто-галечный.
Вдоль реки Элегест в центре Кызыльско-Ээрбекской мульды находится Элегестское угольное месторождение.

## Данные водного реестра
По данным государственного водного реестра России относится к Енисейскому бассейновому округу.
- Код водного объекта — 17010300112116100007808[5].

## История
В 1959 году у реки Элегест снимался первый тывинский фильм «Люди голубых рек» режиссёра Андрея Апсолона.

### Притоки (км от устья)
- 58 км: река Кара-Суг
- 68 км: река Он-Кажаа
- 71 км: река Чумуртук
- 81 км: ручей Балхаштык
- 84 км: река Унгеш
- 85 км: ручей Азик
- 87 км: ручей Сорок
- 95 км: река Улуг-Сайлыг
- 101 км: река без названия
- 103 км: река Паянтала
- 111 км: река Хендерге (Хендерге-Бажы)
- 132 км: ручей Мог-Ой
- 140 км: река без названия
- 148 км: река без названия
- 160 км: ручей Ажык